# Linnaea uniflora
Linnaea uniflora är en tvåhjärtbladig växtart som först beskrevs av Robert Brown, och fick sitt nu gällande namn av Addison Brown och Vatke. Linnaea uniflora ingår i släktet linneor, och familjen Linnaeaceae. Inga underarter finns listade i Catalogue of Life.